# Pangachhiya
Pangachhiya è una suddivisione dell'India, classificata come census town, di 7.668 abitanti, situata nel distretto di Bardhaman, nello stato federato del Bengala Occidentale. In base al numero di abitanti la città rientra nella classe V (da 5.000 a 9.999 persone).

## Geografia fisica
La città è situata a 23° 44' 46 N e 86° 57' 28 E.

## Società

### Evoluzione demografica
Al censimento del 2001 la popolazione di Pangachhiya assommava a 7.668 persone, delle quali 4.138 maschi e 3.530 femmine. I bambini di età inferiore o uguale ai sei anni assommavano a 950, dei quali 515 maschi e 435 femmine. Infine, coloro che erano in grado di saper almeno leggere e scrivere erano 4.753, dei quali 2.917 maschi e 1.836 femmine.